# Anthomyia gagatea
Anthomyia gagatea este o specie de muște din genul Anthomyia, familia Anthomyiidae, descrisă de Robineau-desvoidy în anul 1830.
Este endemică în Franța. Conform Catalogue of Life specia Anthomyia gagatea nu are subspecii cunoscute.